# Ломне (Словаччина)
Ломне (словац. Lomné) — село в Словаччині, Стропковському окрузі Пряшівського краю. Розташоване в північно-східній частині Словаччини, біля водосховища Домаша, що на ріці Ондава.
Уперше згадується у 1369 році.

## Пам'ятки
У селі є греко-католицька церква святого Архангела Михайла з 1753 року в стилі пізнього бароко, з трьома вежами лемківського типу, з 1963 року національна культурна пам'ятка та православна церква святого Архангела Михайла з 21 століття.

## Населення
| Рік:            | 1994. | 2004.    | 2014.   | 2024.   |
| --------------- | ----- | -------- | ------- | ------- |
| Кількість осіб: | 318   | 277      | 253     | 233     |
| Різниця:        |       | -12,89 % | -8,66 % | -7,90 % |

| Рік:            | 2023. | 2024.   |
| --------------- | ----- | ------- |
| Кількість осіб: | 224   | 233     |
| Різниця:        |       | +4,01 % |

В селі проживає 267 осіб.
Національний склад населення (за даними останнього перепису населення — 2001 року):
- словаки — 86,33%
- русини — 11,33%
- чехи — 1,67%
- українці — 0,33%

Склад населення за приналежністю до релігії станом на 2001 рік:
- греко-католики — 68,00%,
- православні — 17,33%,
- римо-католики — 14,33%,
- не вважають себе віруючими або не належать до жодної вищезгаданої церкви: 0,33%